# Hyalobathra opheltisalis
Hyalobathra opheltisalis là một loài bướm đêm trong họ Crambidae.